# Wielowodzie
Wielowodzie (łac. polyhydramnion, ang. polyhydroamniosis) – nadmierna ilość płynu owodniowego w czasie ciąży. Wielowodzie rozpoznaje się, gdy ilość płynu w III trymestrze ciąży wynosi ponad 2000 ml albo gdy wskaźnik AFI wynosi >25.

## Epidemiologia
Wielowodzie dotyczy około 1,5% ciąż. 

## Etiologia
W 50% nie udaje się określić jego przyczyny (wielowodzie idiopatyczne), w drugiej połowie przypadków przyczyna leży w wadach wrodzonych płodu:
- ośrodkowego układu nerwowego (bezmózgowie),
- przewodu pokarmowego (niedrożność przełyku, dwunastnicy),
- zespół przetoczenia między bliźniakami,
- obrzęk uogólniony płodu,
- toksoplazmoza wrodzona

lub chorobie matki (najczęściej cukrzyca).

## Powikłania
- poród przedwczesny
- PROM i odpłynięcie płynu owodniowego
- wypadnięcie pępowiny
- przedwczesne oddzielenie łożyska
- hipotonia lub atonia macicy
- niedotlenienie wewnątrzmaciczne
- nieprawidłowe położenie płodu
- osłabienie czynności porodowej
- ostre wielowodzie (bolesność palpacyjna brzucha, niewydolność krążenia, obrzęk płuc, niedrożność przewodu pokarmowego)

## Postępowanie
Postępowanie zależy od przyczyny wielowodzia. Gdy za wcześnie jest na ukończenie ciąży, a inne metody leczenia są nieskuteczne, stosuje się powtarzane amniopunkcje odbarczające.